# Wendische Volkspartei
Die Wendische Volkspartei, sorbisch Serbska ludowa stronaⓘ, war eine von 1919 bis 1933 in der Ober- und Niederlausitz aktive politische Partei, die die Interessen des sorbischen (wendischen) Volkes vertrat.
Die 2005 gegründete Serbska ludowa strona (heute Lausitzer Allianz) sieht sich in der Tradition der Wendischen Volkspartei.

## Geschichte
Die Partei wurde im Zusammenhang mit der nach der deutschen Kriegsniederlage erstarkten sorbischen Nationalbewegung in der Anfangsphase der Weimarer Republik am 2. November 1919 zunächst als „Lausitzer Volkspartei“ (Łužiska ludowa strona) gegründet und 1924 in „Wendische Volkspartei“ umbenannt. Sie ging personell und inhaltlich aus dem Wendischen Nationalausschuss hervor, als dessen politischer Arm sie fortan fungieren sollte. Diese Aufgaben wurden ihr am 6. Dezember 1919 auf einer Tagung des Nationalausschusses übertragen, dessen zu diesem Zeitpunkt inhaftierter Vorsitzender Arnošt Bart-Brězynčanski auch Hauptinitiator der Parteigründung war. Demonstrativ wurde der in Haft sitzende Bart von der Lausitzer Volkspartei als Kandidat für die Reichstagswahl 1920 nominiert.
Bereits im April 1920 distanzierte sich der Cyrill-Methodius-Verein, der in den katholischen Gegenden des sorbischen Siedlungsgebietes maßgebliche Bedeutung hatte, von der Programmatik der Partei, da sie ihm zu weit ging. Der Verein empfahl den katholischen Sorben, weiterhin – wie bereits vor dem Ersten Weltkrieg – die Deutsche Zentrumspartei zu wählen. Dies hing auch damit zusammen, dass der Wendische Nationalausschuss noch 1919 öffentlich mit dem Gedanken eines unabhängigen sorbischen Staates bzw. eines Anschlusses der Lausitz an die neugegründete Tschechoslowakei gespielt hatte und daher von den konservativeren, sachsentreuen Teilen der Sorben überwiegend abgelehnt wurde. Arnošt Bart war als Führungsfigur der Autonomiebewegung am 21. Januar 1920 wegen „versuchten Landesverrats“ zu drei Jahren Festungshaft verurteilt, jedoch bereits im September wieder freigelassen worden. Bei der während seiner Haftzeit stattfindenden Reichstagswahl erhielt die Partei dennoch 8.050 Stimmen. Zur Reichstagswahl im Mai 1924 empfahl der Cyrill-Methodius-Verein dagegen die Wahl der Wendischen Volkspartei, die daraufhin in den katholisch-sorbischen Wahlbezirken zur stärksten Kraft wurde und mit 10.827 Stimmen ihr historisch bestes Ergebnis erzielte.
1925 bildete die Wendische Volkspartei gemeinsam mit dem Dachverband sorbischer Vereine, der Domowina, und der wissenschaftlichen Vereinigung Maćica Serbska den Wendischen Volksrat, dem die Aufgabe eines gemeinsamen sorbischen Gremiums zugedacht war. Jan Skala vertrat die sorbischen Interessen als Parteimitglied im 1924 gegründeten Verband der nationalen Minderheiten in Deutschland und redigierte dessen Zeitschrift Kulturwehr. 1925 beteiligte sich eine Delegation der Partei am Europäischen Nationalitätenkongress in Genf. Diese Zusammenarbeit wurde jedoch bereits 1927 wieder beendet, da die Organisation zunehmend die Interessen des deutschen Auswärtigen Amtes vertrat.
Vorsitzender der Wendischen Volkspartei war der Schriftsteller und Publizist Jakub Lorenc-Zalěski. Weitere bedeutende Vertreter waren Jan Skala und Marko Smoler.
Die Wendische Volkspartei wurde in den gesamten 1920er Jahren durch die geheime Wendenabteilung beobachtet. Nach der Machtübernahme der Nationalsozialisten wurde sie noch 1933 verboten. Ihr Vorsitzender Lorenc-Zalěski wurde kurzzeitig inhaftiert und erhielt ein Schreib- und Publikationsverbot.

## Programm
Das Hauptziel der Wendischen Volkspartei war die volle nationale, sprachliche und kulturelle Gleichberechtigung der Sorben in der Lausitz, weitergehende politische, wirtschaftliche und schulische Selbstbestimmungsrechte und kulturelle Autonomie, aber auch die Umsetzung der Bodenreform. Sie wandte sich damit explizit an sorbische Wähler, versuchte jedoch mit ihren Ideen für ein friedliches Zusammenleben von Sorben und Deutschen auch für letztere wählbar zu sein.
Zwar erreichte die Wendische Volkspartei nie die Mehrheit der sorbischen Bevölkerung, jedoch wurden kleine Teile ihres Programms – insbesondere im Bildungswesen – unter dem Eindruck der radikalen Forderungen nach Unabhängigkeit in den Jahren 1919/20 von den „sachsentreuen Wenden“ aufgegriffen und in Zusammenarbeit mit den lokalen Behörden sowie allen anderen in der Oberlausitz aktiven Parteien teils umgesetzt, um einer weiteren Radikalisierung vorzubeugen und die Bewegung um Arnošt Bart zu schwächen. Gleichzeitig wurde von staatlicher Seite fortan im Hintergrund gezielt „Deutschtumsarbeit“ und die beschleunigte Assimilation der Sorben gefördert.

## Wahlergebnisse
Ergebnisse bei den Reichstagswahlen, an denen die Wendische Volkspartei bis 1930 als Teil der „Reichsliste Nationale Minderheiten“ teilnahm:
| 6. Juni 1920       | 8.050 Stimmen  |
| 4. Mai 1924        | 10.827 Stimmen |
| 7. Dezember 1924   | 5.585 Stimmen  |
| 20. Mai 1928       | 3.111 Stimmen  |
| 14. September 1930 | 288 Stimmen    |